# Nothgottes

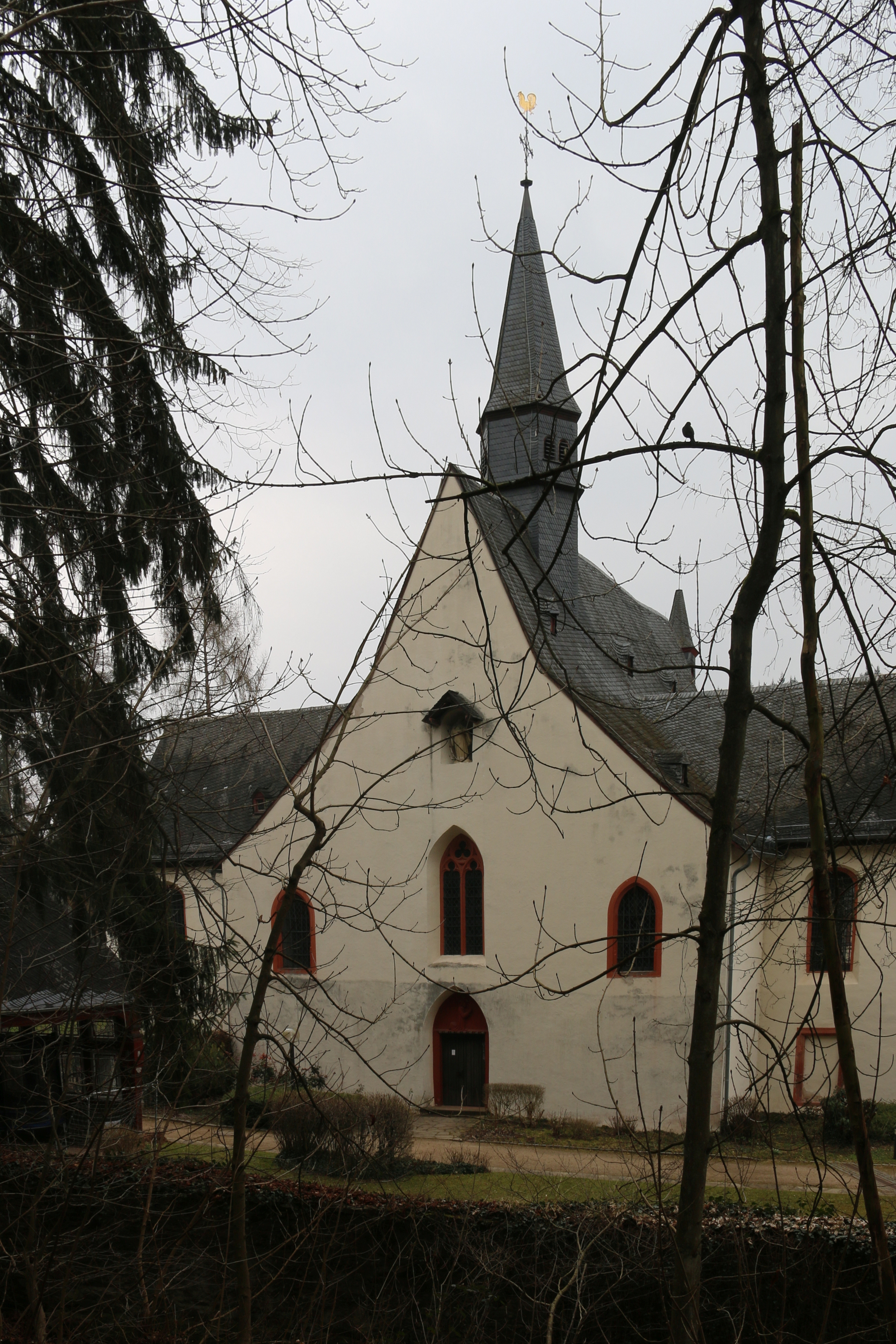
Nhà nguyện hành hương cổ

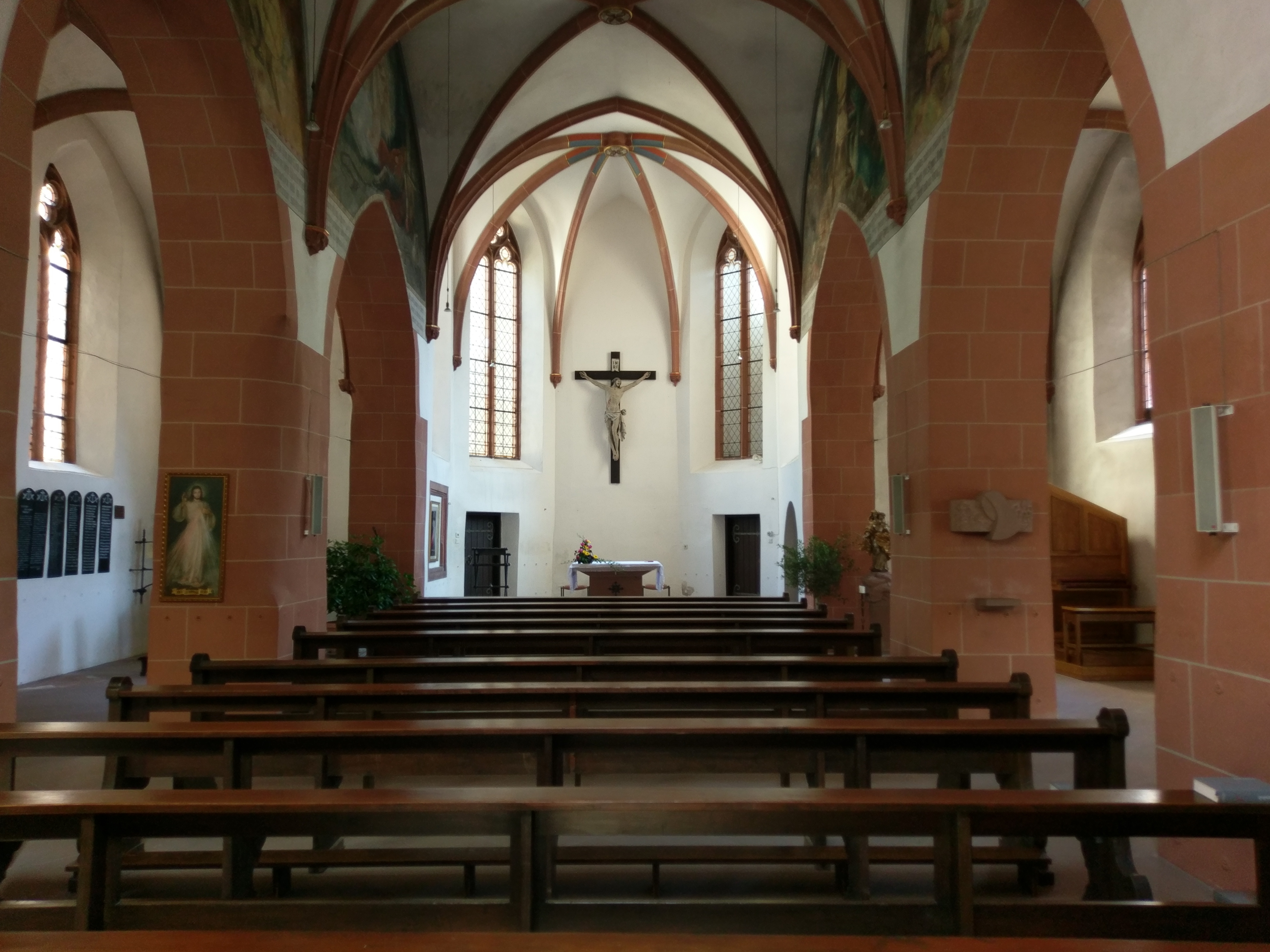
Bên trong nhà thờ

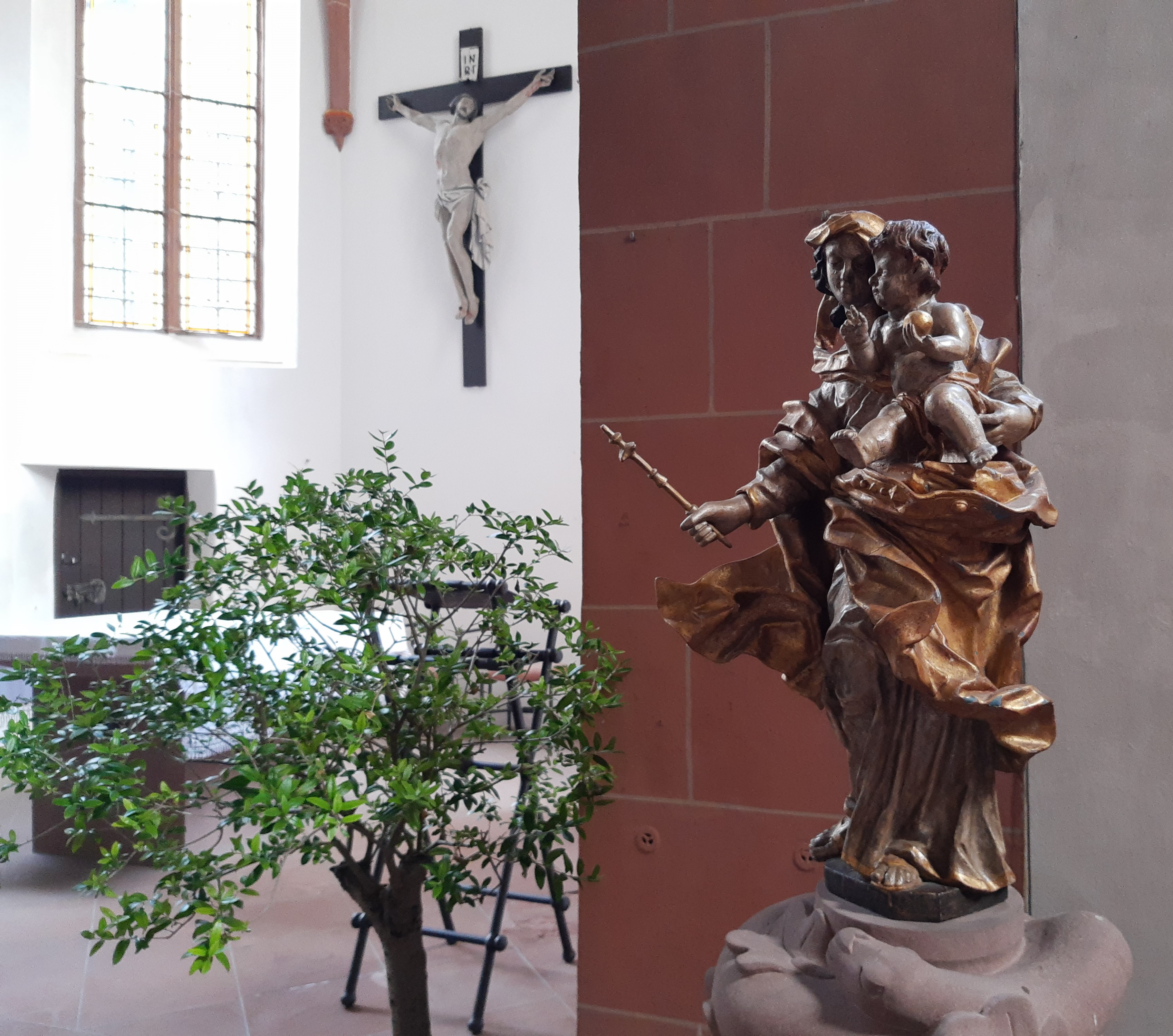
Tượng Đức mẹ và em bé

Nothgottes (Sự khổ nạn của Chúa) là một tu viện Công giáo thuộc Dòng Xitô và một nơi hành hương trên Eibingen tại Rüdesheim am Rhein, Hessen, Đức. Đây là điểm đến hành hương từ thế kỷ 14 đến nay, đặc biệt là trong cuộc hành hương thường niên khởi hành từ Kruft bắt đầu năm 1674.
Nhà thờ theo kiến trúc Gothic hiện nay được xây dựng từ thế kỷ 15 và được mở rộng sau đó. Địa điểm trở thành một tu viện của Dòng Anh Em Hèn Mọn Capuzino. Sau khi các tu viện bị giải thể năm 1813, nó được sử dụng với những mục đích khác, như làm tu viện cho Dòng Tiểu muội Hèn mọn Chúa Giêsu từ năm 1932, địa điểm tĩnh tâm của Giáo phận Limburg từ năm 1951, và nhà của Cộng đồng Các Mối phúc từ năm 2006. Năm 2013, nó một lần nữa trở thành một tu viện cho Dòng Xitô Châu Sơn Đơn Dương từ Việt Nam.

## Địa điểm
Nothgottes tọa lạc trong một thung lũng rừng tên  Rheingaugebirge.  Thung lũng mở rộng về phía Nam theo hướng đến Geisenheim.  Đường Nothgottesstraße đi theo hướng Nam từ tu viện đến làng  Windeck, gần Tu viện Eibingen nằm trên các vườn nho ở Eibingen.

## Lịch sử
Tu viện có nguồn gốc từ thế kỷ 14 và các giáo dân đã bắt đầu hành hương địa điểm này từ lúc ấy. Nhà quý tộc Johann Brömser von Rüdesheim đã cho xây và đưa vào sử dụng một nhà nguyện từ năm 1390. Theo truyền thuyết, ông được cho một hình ảnh Chúa Giêsu đổ mồ hôi ra máu khi Hấp hối tại Vườn Cây Dầu; một trong những người nông dân làm ruộng cho Brömser đã tìm thấy hình ảnh này trong lúc đang cày, đồng thời nghe thấy tiếng gọi "Noth Gottes" ("Sự khổ nạn của Chúa"). Theo các ghi chép khác, Brömser hứa sẽ xây dựng ba nhà thờ nếu trở về bình an sau các thập tự chinh, và Nothgottes chính là địa điểm thứ ba.
Trong thế kỷ 15, nhà nguyện được mở rộng thành một nhà thờ hành hương. Từ năm 1449, nhà thờ nhận ơn Toàn xá, trở thành một địa điểm hành hương nổi tiếng. Giám mục Giáo phận Mainz thành lập một tu viện thuộc Dòng Anh Em Hèn Mọn Capuzino năm 1620. Một cuộc hành hương thường niên khởi hành từ Kruft, bắt đầu từ năm 1674 và được cho để là để cầu xin được chữa lành khỏi dịch hạch. Những người hành hương khởi hành hai ngày trước, đi bộ đến nơi vào ngày Chủ nhật đầu tiên trong tháng 9. Cuộc hành hương này tiếp diễn đến năm 1813, khi các tu viện bị giải thể trong cuộc xáo trộn lãnh thổ các quốc gia người Đức. Các tòa nhà được bán đi và sử dụng làm nông trại. Năm 1903, Emma Frohn mua mảnh đất này trong tình trạng hư nát, cùng các tòa nhà của nông trại. Bà kết hôn với Anton Rust, và họ biến nơi này thành nhà ở; biến đổi nhà thờ cũ thành một nhà hát để biểu diễn hòa nhạc. Nó vẫn mở cửa cho người hành hương.
Sau khi họ qua đời, tài sản được Giáo phận Limburg mua lại.  Nó được Dòng Tiểu muội Hèn mọn Chúa Giêsu (Arme Dienstmägde Jesu Christi) sử dụng làm nơi chăm sóc trẻ em khuyết tật. Năm 1937, tu viện bị chính quyền Quốc xã trưng dụng. Sau chiến tranh thế giới thứ hai, giáo hội sở hữu lại nhà thờ, và các nữ tu của Dòng Tiểu muội trở lại; đây trở thành tu viện trực thuộc Kloster Marienhausen gần Aulhausen. Giáo phận Limburg sử dụng tu viện làm nhà tĩnh tâm và nơi học hỏi về đạo từ năm 1976 đến 2006. Từ 2006 đến 2012, nó được Cộng đồng Các Mối phúc sử dụng. Từ tháng 9 năm 2013, nó lại là một tu viện Dòng Xitô, nơi sinh hoạt và cầu nguyện của Cộng đoàn Châu Sơn Nothgottes thuộc Đan viện Thánh Mẫu Châu Sơn Đơn Dương ở Lâm Đồng, Việt Nam. Họ sinh sống, tu trì và cầu nguyện ở đây, nhưng vẫn cho công chúng tham gia thánh lễ.
Năm 2002, Nothgottes trở thành một phần Di sản thế giới UNESCO Thượng Thung lũng Trung lưu sông Rhein. Bản gốc của linh ảnh sùng kính được dời đến Bảo tàng Rüdesheim.